# Betty in Blunderland
Betty In Blunderland é um curta-metragem animado e produzido por Fleischer Studios em 1934 estrelado por Betty Boop. É baseado nos livros Alice no País das Maravilhas e Alice Através do Espelho, de Lewis Carroll.

## Sinopse
Betty Boop adormece fazendo um quebra-cabeça de Alice no País das Maravilhas e o coelho branco. Ela acorda bem a tempo de seguir o coelho através do espelho para um País das Maravilhas moderno. Assim que Betty entra no espelho, seu cabelo fica mais comprido e sua roupa muda (ela então se parece com a Alice do quebra-cabeça). Betty conhece a maioria dos habitantes tradicionais do País das Maravilhas e canta "How Do You Do" (ao som popular de "Everyone Says I Love You") para eles. Quando o Jaguadarte sequestra Betty, todos vêm em seu socorro. Betty acorda de volta em sua sala de estar, bem a tempo de evitar que o coelho branco escape novamente de seu quebra-cabeça.

## Elenco
Bonnie Poe ... Betty Boop